# 県道162号 (台湾)
県道162号（けんどう162ごう）は、嘉義県渓口郷から同県梅山郷を結ぶ、全長16.161kmの台湾の県道である。

## 通過する自治体
- 嘉義県
  - 渓口郷
  - 大林鎮
  - 梅山郷

## 接続する道路
- 県道157号
- 国道1号
- 台1線
- 国道3号
- 台3線

## 施設
- 大林インターチェンジ
- 三和国小学校
- 梅山インターチェンジ

## 支線

### 甲線
県道162号甲線（けんどう162ごうこうせん）は、嘉義県梅林郷圳頭から同県同郷油車寮を結ぶ全長、46.617kmの台湾の県道で、今の台湾で第三長い県道支線である。

#### 通過する自治体
- 嘉義県
  - 梅山郷

#### 接続する道路
- 台3線
- 県道149号
- 県道166号
- 県道169号